# Delicias (Messico)
Delicias è una municipalità di Chihuahua, nel Messico settentrionale, il cui capoluogo è la località omonima
Conta 137.935 abitanti (2010) e ha una estensione di 534,93 km².    	
Il paese deve il suo nome alla antica Hacienda Delicias, che si trovava in questi luoghi e che era prospera grazie ai vigneti e alla coltivazione del cotone.